# Sasha Mehmedovic
Sasha Mehmedovic (18 de marzo de 1985) es un deportista canadiense que compitió en judo. Ganó cuatro medallas en el Campeonato Panamericano de Judo entre los años 2006 y 2012.

## Palmarés internacional
| Campeonato Panamericano | Campeonato Panamericano  | Campeonato Panamericano | Campeonato Panamericano |
| Año                     | Lugar                    | Medalla                 | Categoría               |
| ----------------------- | ------------------------ | ----------------------- | ----------------------- |
| 2006                    | Buenos Aires (Argentina) | Medalla de bronce       | –66 kg                  |
| 2007                    | Montreal (Canadá)        | Medalla de bronce       | –66 kg                  |
| 2008                    | Miami (Estados Unidos)   | Medalla de bronce       | –66 kg                  |
| 2012                    | Montreal (Canadá)        | Medalla de plata        | –66 kg                  |